# Еолия
Еолия или Еолида (на гръцки: Αιολίδα) е антична област на брега на Егейско море в Западна Мала Азия (в близост с Троада, Мизия, Лидия) и прилежащите острови (Лесбос и Тенедос).
Херодот изброява единадесет полиса на еолийците: Киме, (също Фриконида), Лариса, Неон Тихос, Темнос, Кила, Нотий, Егироеса, Питана, Егеи, Мирина, Гриния), като първоначално към тях се числяла и Смирна и те формират додекаполис (Δωδεκάπολις), но Смирна преминава към ионийците. Херодот споменава и градове на островите – пет на Лесбос и един на Тенедос. По-късно е образувана Еолийска лига в състава на Делоския морски съюз.
В началото на 546 пр.н.е. Еолия е управлявана от Крез, цар на Лидия, но скоро след това влиза в състава на Ахеменидската империя заедно с други малоазийски древногръцки градове.
Еолия е завладяна отново от персите през 404 пр.н.е. и отвоювана от Александър Велики, след което е част от Пергамското царство и Селевкидското царство, за да стане част от Римската република от 133 пр.н.е.
Митичният владетел на Еолия – Еол имал и друг син според древногръцката митология – Македон, който бил легендарен цар на Древна Македония. 